# Гесквіат 1
Гесквіат 1 (англ. Hesquiat 1) — індіанська резервація в Канаді, у провінції Британська Колумбія, у межах регіонального округу Елберні-Клекват.

## Населення
За даними перепису 2016 року, індіанська резервація нараховувала 5 осіб. Середня густина населення становила 3,2 осіб/км².

## Клімат
Резервація знаходиться у зоні, котра характеризується морським кліматом. Найтепліший місяць — серпень із середньою температурою 14.7 °C (58.5 °F). Найхолодніший місяць — грудень, із середньою температурою 5.7 °С (42.2 °F).
| Клімат Гесквіата        | Клімат Гесквіата | Клімат Гесквіата | Клімат Гесквіата | Клімат Гесквіата | Клімат Гесквіата | Клімат Гесквіата | Клімат Гесквіата | Клімат Гесквіата | Клімат Гесквіата | Клімат Гесквіата | Клімат Гесквіата | Клімат Гесквіата | Клімат Гесквіата |
| Показник                | Січ.             | Лют.             | Бер.             | Квіт.            | Трав.            | Черв.            | Лип.             | Серп.            | Вер.             | Жовт.            | Лист.            | Груд.            | Рік              |
| Абсолютний максимум, °C | 17,2             | 17,2             | 18               | 22               | 26               | 26,7             | 28,9             | 27,5             | 26,5             | 21,1             | 17,8             | 15               | 28,9             |
| Середній максимум, °C   | 8,2              | 8,6              | 9,8              | 11,3             | 13,7             | 15,5             | 17,2             | 17,6             | 16,4             | 13               | 9,9              | 8,1              | 12,4             |
| Середня температура, °C | 5,9              | 5,9              | 6,9              | 8,2              | 10,7             | 12,8             | 14,4             | 14,7             | 13,4             | 10,3             | 7,3              | 5,7              | 9,7              |
| Середній мінімум, °C    | 3,6              | 3,2              | 3,9              | 5,1              | 7,7              | 10               | 11,6             | 11,8             | 10,3             | 7,5              | 4,8              | 3,1              | 6,9              |
| Абсолютний мінімум, °C  | −13,9            | −10,6            | −7,8             | −3,3             | 0                | 2,8              | 4,4              | 5                | −1,1             | −4,4             | −9,5             | −11,7            | −13,9            |
| Норма опадів, мм        | 455.5            | 313.6            | 303              | 273.1            | 163              | 143.8            | 73.7             | 97.6             | 133.5            | 330.5            | 468              | 429.2            | 3184.4           |
| ----------------------- | ---------------- | ---------------- | ---------------- | ---------------- | ---------------- | ---------------- | ---------------- | ---------------- | ---------------- | ---------------- | ---------------- | ---------------- | ---------------- |
| Джерело: Weatherbase    |                  |                  |                  |                  |                  |                  |                  |                  |                  |                  |                  |                  |                  |